# Ornipholidotos latimargo
Ornipholidotos latimargo är en fjärilsart som beskrevs av Hawker-smith 1933. Ornipholidotos latimargo ingår i släktet Ornipholidotos och familjen juvelvingar. Inga underarter finns listade i Catalogue of Life.